# 이슬람 세계의 과학
무함마드에 의하여 시작된 이슬람교는 그 세력을 확장하여 불과 100여 년 사이에 서쪽으로는 스페인 및 북아프리카 지역에서 동쪽으로는 페르시아에 이르는 광대한 지역을 장악하였다. 이 시기에 헬레니즘 문명권의 여러 지식들이 이슬람권으로 유입되게 되었다. 특히, 그리스의 자연 철학 내용을 담은 서적들이 7세기에서 11세기 사이에 아랍어로 번역되었다. 이들의 번역에는 정교하고 긴 주석이 덧붙여지게 되어, 독특한 색체를 띤 이슬람 과학의 내용으로 발전하였다. 이븐 알하이삼의 생리학적인 광학이나 연금술이 그 대표적인 예이다.

## 그리스 과학의 보관창고였던 이슬람 과학
이슬람 세력은 무함마드 등장 이후 스페인에서 페르시아 지역에 이르는 광대한 지역을 100여 년이라는 빠른 시일에 점령하였다. 이에 따라 헬레니즘 문명권의 수많은 지식들이 이슬람권으로 유입되었다. 특히, 그리스의 의학 및 자연철학 내용들이 집중적으로 유입되었다. 9세기 초반 이슬람 왕조의 군주 알 마문은 당시 수도였던 바그다드에 ‘지혜의 집’이라 불리는 학문연구소를 세웠고 수많은 학자들이 이 곳에서 방대한 양의 그리스 서적을 아랍어로 번역하였다.
이슬람 세력이 팽창하여 그 문명이 절정에 달하게 되는 7세기에서 11세기 사이의 500여년간은 서구 문명권의 위상이 가장 위축되어 있던 시기였다. 서방 세계의 과학 활동이 미약했던 이 시기에 많은 그리스의 고전들이 아랍어로 번역된다. 그리고 일반적으로 번역 과정에서 정교하고 긴 주석이 덧붙여지게 되어, 독특한 색체를 띤 아랍 과학의 내용으로 발전되기도 했다. 이븐 알하이삼의 생리학적인 광학이나 물리적 실체를 엄격히 논하는 아랍 세계의 천문학적 경향 같은 것이 그 대표적인 예이다. 또한, 고대 그리스 세계의 수학이란 기하학을 의미하는 것이었지만, 아랍 세계에서는 대수학 분야가 형성되며, 연금술 전통이 이론적인 구도를 갖추면서 강한 전통으로 확립되어 후대 과학의 성격에 큰 영향을 미치게 된다.
13세기에 들어서면서 유럽에 대학이 설립될 무렵, 그리스의 과학 및 의학 저술들에 대한 수요가 폭발적으로 커지게 되었다. 서방 세계 거의 대부분의 지역에서 그리스의 책들은 이미 망실되었고, 서방의 학자들은 아랍어로 번역된 고대 그리스 서적들을 라틴어로 번역하였다. 따라서 일반적으로 아랍의 과학은 그리스의 과학 저술들을 보관해 두었다가 서양에 다시 전달하는 일을 했다고 표현한다.

## 이슬람의 광학

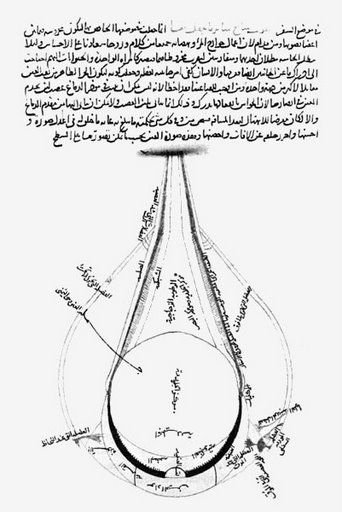
이븐 알하이삼의 고전적 노작인 《광학의 서》

이슬람 문명권에서는 사막 지대에 신기루를 비롯한 여러 광학현상이 나타났으며, 사막의 강한 바람으로 많은 사람들이 눈병에 걸려 이를 치료하는 과정에서 눈과 시각 현상에 대한 많은 지식을 얻을 수 있었기 때문에 광학이 비약적으로 발전했다. 이슬람의 광학은 기하학적 전통을 계승한 알킨디(Al-Kindi), 해부학적 전통을 계승한 후나인 이븐 이샤크(Hunain Ibn Ishaq), 그리고 경험에 의해 얻어진 형상이 뇌에 전달된다고 주장한 전통을 계승한 이븐 시나 등 세 사람이 계승한 전통에 의해 이어져 왔다. 당시 수학적ㆍ해부학적 전통에서는 눈에서 나오는 고아선이 물체에 닿을 경우 중간의 공기가 압축되어 그 영향이 눈의 수정체 액에 전달되어 물체가 인지된다고 생각했었다.
서유럽 학자들은 이븐 알하이삼이 아리스토텔레스적 전통과 수학적ㆍ해부학적 전통을 결합시켜 체계화한 이론을 받아들였다. 이븐 알하이삼은 빛과 색이 눈과는 독립적으로 물체에서 모든 방향으로 직선으로 방출된다고 생각했으며, 점광원에서 나오는 빛이 눈에서 굴절되면서 물체와 눈 사이에 일대일 대응이 생긴다고 주장했다. 그는 또한 물체로부터 눈으로 들어오는 상을 그대로 인간이 인지하는 것이 아니며, 경험에 입각한 추론에 의해서 물체를 인지한다는 결론을 내렸다. 이는 근대적인 시각 이론의 형성을 위한 중요한 발견이었다. 이븐 알하이삼은 시각 현상 외에도 무지개, 후광, 거울 등 광학에 대한 광범위한 연구를 수행했는데, 이러한 연구들은 케플러와 같은 서구의 광학 이론가들에게도 큰 영향을 끼쳤다.

## 연금술의 발전

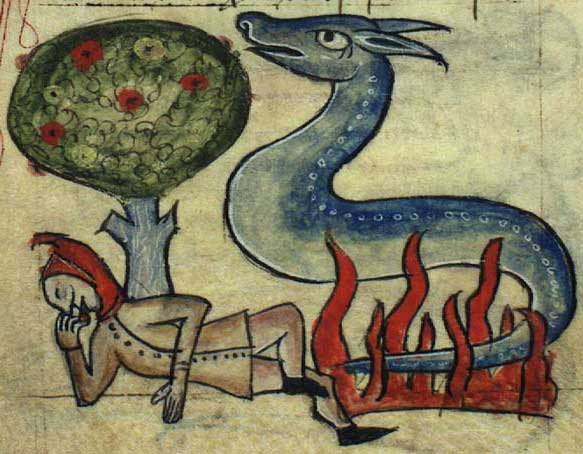
이슬람 세계의 연금술에 대한 문건

서양의 연금술은 고대 이집트에서 기원으며, 헬레니즘 시대에 들어와서는 알렉산드리아를 중심으로 본격적인 연금술사들이 등장하기 시작했다. 이 시기에 연금술은 영지주의를 위시한 신비주의 사상과 결합되면서 광범위하게 전파되었다. 이런 신비주의적 전통을 지닌 연금술은 이슬람으로 건너오면서 역시 이슬람 신비주의인 수피즘(Sufism)과 결합되어 발전하게 되었다. 연금술이라는 어휘 자체가 아랍어의 기원을 갖고 있으며, 그 외 알칼리, 알코올, 나프타, 나트륨 등 연금술을 통해서 발견된 수많은 화학물질의 명칭이 아랍어에서 기원했다.
한편, 연금술의 이론적 근거는 아리스토텔레스의 4원소 이론에 바탕을 두고 있다. 모든 물질은 4원소들의 배합이기 때문에 그 비율을 바꾸면 다른 물질이 된다는 생각은 연금술사들에게 물질이 변환될 수 있다는 믿음을 주었다. 9세기에 와서 이슬람 연금술의 아버지인 자비르 이븐 하이얀은 아리스토텔레스의 물질 이론을 더욱 발전시켜 새로운 황-수은설을 제창했다. 그의 황-수은 설은 이슬람과 유럽 연금술의 기본 원리로 발전했으며, 18세기를 풍미했던 플로지스톤 이론에 이르기까지 오랫동안 화학의 중요한 이론적 배경으로 남아 있었다.
연금술에서는 아리스토텔레스의 물질 이론이나 황-수은설을 이용하는 한편, 물리ㆍ화학적 조작을 가하기도 했으며, 기도 혹은 주술도 활용하는 등 헬레니즘 시대 이래로 강하게 남아 있었던 신비적 자연관이 그 바탕에 깔려 있었다.
또한, 연금술사들은 점성술사들처럼 대우주와 소우주가 서로 연결되었다고 여겼기 때문에 자신들이 다루고 있는 중요한 물질들을 각각의 별자리와 연관시켰다.
연금술은 이와 같은 신비주의적이고 비합리주의적인 분위기 속에서 발전했지만 이를 추구하는 과정에서 과학사(科學史)상 많은 공헌을 이루어졌다. 즉, 연금술의 목적을 달성하기 위해 천칭이나 시약이 사용되었으며, 화학적 조작이 활용되면서 새로운 화학 물질도 많이 발견되었다. 연금술이 과학사에서 한 역할은 베이컨의 평가에서 비유적으로 잘 나타난다.
| “ | 연금술은 아마도 아들에게 자신의 포도 밭 어딘가에 금을 묻어 두었노라고 이야기하는 사람에 비유될 수 있을 것입니다. 아들은 땅을 파서 금을 발견하지는 못했지만, 포도 뿌리를 덮고 있던 흙무더기를 헤쳐놓아 풍성한 포도 수확을 거둘 수 있었던 것입니다. 금을 만들고자 노력했던 사람들은 여러 가지 유용한 발명과 유익한 실험들을 가져다 주었습니다. | ” |

## 같이 보기
- 과학사

## 참고 문헌
- 과학사 : 천재교육(교육인적자원부), 한국교원대학교 과학교육연구소, 2003
- 과학사 교육에 대한 주요점 : 전우수, 김경호, 이명제, 강영하, 강병륜, 공주교육대학교 초등교육연구소, 2008
- 과학사에 대한 이해 : 장낙한, 송호장, 김한제, 김경호, 장명덕, 권오종, 공주교육대학교 초등과학교육학과, 2010